# Нарзимка
Нарзимка — река в России, протекает в Нижегородской области. Устье реки находится в 277 км по левому берегу реки Тёша. Длина реки составляет 18 км.
Исток реки на Приволжской возвышенности юго-западнее села Атингеево в 20 км к западу от города Лукоянов. Река течёт на северо-восток по безлесой местности. Исток и первый километр течения располагаются в Первомайском районе, затем около километра река течёт по Лукояновскому району, остальное течение реки находится в Шатковском районе. Протекает сёла Калапино, Михайловка и Новое. Ниже последнего впадает в Тёшу.

## Данные водного реестра
По данным государственного водного реестра России относится к Окскому бассейновому округу, водохозяйственный участок реки — Тёша от истока и до устья, речной подбассейн реки — Бассейны притоков Оки от Мокши до впадения в Волгу. Речной бассейн реки — Ока.
По данным геоинформационной системы водохозяйственного районирования территории РФ, подготовленной Федеральным агентством водных ресурсов:
- Код водного объекта в государственном водном реестре — 09010300212110000030434
- Код по гидрологической изученности (ГИ) — 110003043
- Код бассейна — 09.01.03.002
- Номер тома по ГИ — 10
- Выпуск по ГИ — 0